# Острови Сан-Томе і Принсіпі

Мапа Сан-Томе та Принсіпі

До складу Сан-Томе і Принсіпі входять 2 великих острови та декілька дрібних:
- Сан-Томе
- Принсіпі
- Ролаш
- Кабраш
- Каросу
- острови Педраш-Тіньйозаш
  - Тіньйоза-Гранде
  - Тіньйоза-Пекена
- острови Сеті-Педраш
- Бомбом
- Габаду
- Сантана
- Куїшиба
- Мостейруш
- Педра-да-Гале
- Сан-Мігель

Два головних острови — Сан-Томе і Принсіпі — вулканічного походження. Вони є найбільшими островами архіпелагу і разом з островом Ролаш єдиними постійно заселеними. Площа обох головних островів, Сан-Томе і Принсіпі, становить 99 % від загальної площі архіпелагу. Площа острова Ролаш, третього за величиною, дорівнює 3 км².